# Gustave Kemp
Gustave Kemp (Differdange, 22 febbraio 1917 – Hayange, 14 aprile 1948) è stato un calciatore lussemburghese, di ruolo attaccante.

## Carriera
Kemp è il secondo miglior marcatore nella storia della nazionale lussemburghese. Con 30 reti fu secondo nella classifica marcatori della massima divisione francese nel 1946-1947. Nel 1948 morì in un incidente d'auto.